# Vedsted
Vedsted is een plaats in de Deense regio Zuid-Denemarken, gemeente Haderslev. De plaats telt 361 inwoners (2008).
- Library of Congress Control Number: n81005872
- Nationale Bibliotheek van Israël: 987007548182605171
- Virtual International Authority File: 130190581